# Benjamin Sanchez
Benjamin "Ben" Sanchez – amerykański zapaśnik w stylu klasycznym. Brązowy medal na mistrzostwach panamerykańskich w 2012 roku. Zawodnik Northern Michigan University.